# Пугачёв, Анатолий Иванович
Анато́лий Ива́нович Пугачёв (3 мая 1919, Шуя, Иваново-Вознесенская губерния — 12 июня 1948, Шуя, Ивановская область) — советский военнослужащий. Участник Великой Отечественной войны. Герой Советского Союза (1944). Красноармеец.

## Биография
Анатолий Иванович Пугачёв родился 3 мая 1919 года в уездном городе Шуе Иваново-Вознесенской губернии РСФСР (ныне город, административный центр Шуйского района Ивановской области Российской Федерации) в семье рабочего. Русский. Окончил семь классов неполной средней школы № 2 в 1934 году и Шуйский индустриальный техникум в 1937 году. До призыва на военную службу работал на прядильно-ткацкой фабрике в селе Новые Горки Лежневского района Ивановской области.
В ряды Рабоче-крестьянской Красной Армии А. И. Пугачёв был призван Лежневским районным военкоматом Ивановской области в 1939 году. Срочную службу проходил в 91-м Рава-Русском пограничном отряде Киевского особого военного округа, осуществлявшего охрану государственной границы СССР на 172-километровом участке от Сокаля до Олешице. На одной из погранзастав отряда на рассвете 22 июня 1941 года красноармеец А. И. Пугачёв принял свой первый бой. В течение первых месяцев войны 91-й погранотряд сражался в составе Юго-Западного фронта, отступая с боями к Киеву. 27 июля 1941 года в боях под Фастовом Анатолий Иванович был ранен в ногу и попал в плен. Содержался в лагере в Пятихатском районе Днепропетровской области. В числе других военнопленных 30 октября 1943 года был освобождён частями 57-й армии 2-го Украинского фронта в ходе Нижнеднепровской операции. Анатолий Иванович прошёл проверку армейского СМЕРШа в 61-м сборно-пересылочном пункте, после чего был направлен в 233-й армейский запасной стрелковый полк, где недолго восстанавливался после плена и осваивал автомат. В двадцатых числах ноября 1943 года красноармеец А. И. Пугачёв уже воевал на криворожском направлении в должности автоматчика 1292-го стрелкового полка 113-й стрелковой дивизии 57-й армии. 25 ноября 1943 года Анатолий Иванович был ранен, но быстро вернулся в строй. До весны 1944 года участвовал в боях на правом берегу реки Ингулец севернее Кривого Рога.
В феврале 1944 года 57-я армия была подчинена 3-му Украинскому фронту и 6 марта перешла в наступление в ходе Березнеговато-Снигирёвской операции. Красноармеец А. И. Пугачёв в составе своего подразделения участвовал в разгроме немецкой группировки в междуречье Ингула и Ингульца, форсировал Ингул, освобождал город Бобринец. Особо отличился при форсировании реки Южный Буг и в боях за плацдарм на его правом берегу.
В двадцатых числах марта 1944 года 113-я стрелковая дивизия, преодолевая сопротивление врага, вышла к Южному Бугу к северу от Вознесенска. Полкам дивизии предстояло преодолеть водную преграду и захватить плацдарм на правом берегу реки. Противник имел в месте переправы советских войск заранее подготовленные оборонительные позиции и вёл по месту переправы яростный огонь из всех видов вооружения. Командование дивизии приняло решение форсировать Южный Буг небольшими группами, которые должны были занять позиции на правом берегу и прикрыть переправу основных сил дивизии. 23 марта 1944 года в составе первой штурмовой группы из пяти человек под яростным огнём врага автоматчик взвода автоматчиков 1292-го стрелкового полка красноармеец А. И. Пугачёв форсировал Южный Буг в одном километре к северу от села Виноградный Сад Доманёвского района Одесской области. Высадившись на правом берегу, группа сходу вступила в бой с боевым охранением противника. В ожесточённой рукопашной схватке сопротивление врага было сломлено, при этом красноармеец Пугачёв лично уничтожил двух солдат неприятеля. Захватив небольшой плацдарм на правом берегу реки, группа в течение двух суток вела бой с превосходящими силами противника, отразив 9 вражеских контратак. Красноармеец Пугачёв в боях за удержание плацдарма неоднократно демонстрировал образцы стойкости и личного мужества. Огнём из автомата Анатолий Иванович истребил 16 немецких солдат. На удержанный небольшой группой советских солдат плацдарм в ночь на 26 марта 1944 года переправилась часть сил дивизии. С утра они начали расширять захваченный плацдарм. Во время боя красноармеец А. И. Пугачёв, умело действуя автоматом, прорвался через боевые порядки противника, и ворвавшись во вражеские траншеи, уничтожил две пулемётные точки вместе с расчётами. За образцовое выполнение боевых заданий командования на фронте борьбы с немецкими захватчиками и проявленные при этом отвагу и геройство указом Президиума Верховного Совета СССР от 3 июня 1944 года красноармейцу Пугачёву Анатолию Ивановичу было присвоено звание Героя Советского Союза.
В боях за расширение плацдарма на правом берегу Южного Буга А. И. Пугачёв был ранен и отправлен в медсанбат. В это время полным ходом шла Одесская операция, и оставаться на больничной койке Анатолий Иванович долго не мог. Едва встав на ноги, он вернулся в свой полк. Не оправившегося от ранения бойца назначили на хозяйственную должность старшины. Однако и здесь А. И. Пугачёв сумел отличиться. С 12 апреля 1944 года его полк вёл бои за удержание и расширение Шерпенского плацдарма. При отражении очередной контратаки противника 16 апреля 1944 года старшина Пугачёв находился в боевых порядках полка. Разглядев в боевых порядках немецкой пехоты пулемётчика, Анатолий Иванович выдвинулся вперёд и устроил засаду. Проявив выдержку и хладнокровие, он дождался, когда вражеский солдат приблизиться к нему. Уничтожив пулемётчика, он захватил ручной пулемёт и открыл из него шквальный огонь по немецкой пехоте с фланга, вызвав панику в стане врага и обратив его в бегство. С 10 мая 1944 года А. И. Пугачёв постоянно находился на плацдарме и участвовал в отражении многочисленных контратак противника.
В дальнейшем Анатолий Иванович участвовал в освобождении Молдавии, сражался в Румынии, Югославии и Венгрии. Боевой путь он завершил южнее озера Балатон в ходе Балатонской оборонительной операции. После провала немецкого наступления в Венгрии А. И. Пугачёв был отозван с фронта и направлен в Ленинградское военно-инженерное училище. Однако завершить обучение из-за резкого ухудшения здоровья он не смог. Уже после окончания Великой Отечественной войны А. И. Пугачёв демобилизовался и вернулся в Шую. Работал мастером производственного обучения в ремесленном училище. Избирался депутатом городского Совета трудящихся. Полученные на фронте ранения и годы, проведённые в лагере для военнопленных, тяжело отразились на здоровье ветерана. Весной 1948 года Анатолий Иванович простудился, но его организм не сумел справиться с болезнью. 19 июня 1948 года в возрасте двадцати девяти лет он скончался. Похоронен А. И. Пугачёв на Заречном кладбище города Шуи.

## Награды
- Медаль «Золотая Звезда» (03.06.1944);
- орден Ленина (03.06.1944);
- медали, в том числе:
  - медаль «За отвагу» (02.06.1944).

## Память
- Имя Героя Советского Союза А. И. Пугачёва увековечено на стеле Героев Советского Союза в городе Шуе.
- Именем Героя Советского Союза А. И. Пугачёва названа улица в городе Шуе.
- Мемориальные доски в честь Героя Советского Союза А. И. Пугачёва установлены в Шуе на здании МОУ ООШ № 10, на здании Шуйского индустриального техникума и на доме по адресу ул. 2-я Дубковская, 16.

## Документы
- Общедоступный электронный банк документов «Подвиг Народа в Великой Отечественной войне 1941—1945 гг.» Дата обращения: 29 июня 2013. Архивировано из оригинала 13 марта 2012 года.

Представление к званию Героя Советского Союза и указ ПВС СССР о присвоении звания. Дата обращения: 29 июня 2013. Архивировано 3 июля 2013 года.
Медаль «За отвагу» (наградной лист и приказ  о награждении). Дата обращения: 29 июня 2013. Архивировано 3 июля 2013 года.
- Обобщенный банк данных «Мемориал». Дата обращения: 29 июня 2013. Архивировано из оригинала 10 мая 2012 года.

РГВА, ф. 32880, оп. 1, д. 164.
РГВА, ф. 32900, оп. 1, д. 303.
РГВА, ф. 32880, оп. 1, д. 156.
РГВА, ф. 32925, оп. 1, д. 394.
РГВА, ф. 32925, оп. 1, д. 396.
ЦАМО, ф. 58, оп. 18002, д. 1620.
ЦАМО, ф. 58, оп. 18002, д. 1602.
ЦАМО, ф. 58, оп. 18002, д. 1602.